# 琳達
琳達（Rindr、Rind）在北歐神話中，她的出身說法紛歧，一說是女神，或是東方地區（相當於俄羅斯）的人類公主，一說是名女巨人。她和奧丁（Odin）生下瓦利（Vali），瓦利出生的目的是為了報光明神巴德爾（Balder）被殺之仇。
奧丁由預言中得知，巴德爾難逃被孿生兄弟霍德爾（Hoder）誤殺的命運。為了報仇，必須由一個算家族又不算家族的人來執行，而奧丁選擇了琳達為這個復仇者的母親，奧丁為了達到目的，用了賽茲魔法（Seigr）才成功讓琳達成為他的情人。在《丹麥人的事蹟》（Gesta Danorum）中，故事又更加變化，這裡的琳達寫做Rinda，是路德尼亞國王（Ruthenians）的女兒。最初奧丁化身為侍衛接近琳達，第二次化身為工藝匠送上諸多寶物，但冷漠的琳達都不為所動。心急的奧丁乾脆以法術讓琳達發瘋，再變成看護者接近她，最後終於如願讓琳達生下孩子。瓦利（《丹麥人的事蹟》中瓦利的名字為Bous）出生的第一天，尚未梳洗就長大，然後持弓殺了霍德爾。